# Pygopodidae
Los pigopódidos (Pygopodidae, del griego clasico πυγή (pugḗ), "trasero", y πούς (poús), "pie"), conocidos como lagartos de pies de aleta, es una familia de lagartos escamosos del suborden de los gecos. Se caracterizan por carecer de extremidades anteriores, y extremidades posteriores vestigiales. Se distribuyen en Australia y Nueva Guinea.

## Clasificación
Se reconocen 46 especies incluidas en los siguientes siete géneros:
- Género Aprasia Gray, 1839
- Género Delma Gray, 1830
- Género Lialis Gray, 1835
- Género Ophidiocephalus Lucas & Frost, 1897
- Género Paradelma Kinghorn, 1926
- Género Pletholax Cope, 1864
- Género Pygopus Merrem, 1820